# Anomala nomurai
Anomala nomurai är en skalbaggsart som beskrevs av Kobayashi 1995. Anomala nomurai ingår i släktet Anomala och familjen Rutelidae. Inga underarter finns listade i Catalogue of Life.